# Ariane 5
Ariane 5 er en europæisk totrinsløfteraket til primært at opsende satellitter til synkronbanen. Ariane 5 har stort set kun navnet til fælles med Ariane 1-4 raketterne. Ariane 5-projektet blev oprindeligt sat i gang som en løfteraket til den planlagte europæiske rumfærge Hermes i 1987. På grund af Challengerulykken blev sikkerhedskravene skrappere og Hermes' vægt svulmede. Hermes-projektet blev aflyst, men Ariane 5 fortsatte som en overdimensioneret tv-satellitløfteraket. Derfor opsender Ariane 5 for det meste to eller tre satellitter ad gangen.
Ariane 5 opsendes i lighed med Ariane 1-4 fra den franske rumhavn Kourou i Fransk Guyana. Kourou ligger blot 5° 14’ nord for ækvator, hvilket er tæt på det ideelle. Ariane 5 har sin egen affyringsrampe ELA-3 (l'Ensemble de Lancement Ariane).

## Nulte trin
Ariane 5 har to 31 m høje EAP (Étage Accélérateur à Poudre) faststofraketter der afbrænder 238 t aluminium og ammoniumperklorat (NH4ClO4) i to minutter (123 sekunder).

## Første trin
Førstetrinnet EPC (Étage Principal Cryogénique) på 30,5 m har én motor; Vulcain der anvender 134 tons flydende ilt (−183 °C) og 25 tons flydende brint (−253 °C) og brænder i 9 minutter (540 sekunder).

## Andet trin
Ariane 5-familien anvender to forskellige andettrin:
EPS (Étage à Propergols Stockables) på 3,4 m med Aestus-motor anvender hypergolsk monometylhydrazin og N2O4 og brænder i 12 minutter (800 sekunder).
ESC (Étage Súperior Cryogénique) på 4,7 m med HM7B-motor anvender 14 tons flydende ilt og brint. HM7B er en videreudvikling af Ariane 4's tredjetrin.

## Raketnæse
VEB (Vehicle Equipment Bay) indeholder Ariane 5's styrecomputer. VEB går tabt sammen med andettrinnet.
SYLDA-5 (SYstème de Lancement Double Ariane) adskiller to satellitter. Højden er 3,2 m og tomvægten er 440 kg.
SPELTRA (Structure Porteuse Eksterne de Lancement TRiple Ariane) adskiller tre satellitter. Den findes i short (4,1 m, 704 kg) og long (5,6 m, 820 kg).
ASAP (Ariane Structure for Auxiliary Payloads) kan indeholde op til otte småsatellitter men bliver sjældent brugt.
Coiffe ((fransk): hætte) er en aerodynamisk skal der beskytter nyttelasten mod regnvejr og insekter på affyringsrampen og mod vindpresset under opsendelsen.

## Versioner
Forskelle:

### Ariane 5 G (Generic)
VEB fremstillet af aluminium.

### Ariane 5 G+
VEB fremstillet af kulfiberkompositmateriale, enklere dyse på EAP.

### Ariane 5 GS
2,43 t mere brændstof pr. EAP, Vulcain 1B, 250 kg mere brændstof til EPS.

### Ariane 5 ECA (Evolution Cryotechnique type A)
Eneste version der anvender det kryogeniske ESC-A andettrin, Vulcain 2, 16 t mere ilt i EPC.

### Ariane 5 ES-ATV (Evolution Storable-)
Ariane 5 ECA med hypergolsk EPS, forstærket VEB til ATV

### Ariane 5 ECB (Evolution Cryotechnique type B)
Fremtidig udgave der skal anvende ESC-B andettrin med Vinci-motor. Forventet startvægt er 790 tons og nyttelasten forventes at være 12 tons til GTO.
|                | Ariane 5 G          | Ariane 5 G+   | Ariane 5 GS   | Ariane 5 ECA  | Ariane 5 ES-ATV |
| -------------- | ------------------- | ------------- | ------------- | ------------- | --------------- |
| Højde          | 46-52 m             | 46-52 m       | maks. 47 m    | maks. 52 m    | maks. 53 m      |
| Startvægt      | 746 t               | 746 t         | 750 t         | 780 t         | 760 t           |
| Nyttelast      | 6,0 t GTO 9,5 t SSO | 6,2 t GTO     | 6,7 t GTO     | 9,6 t GTO     | 21 t LEO        |
| 1. opsendelse  | 4. juni 1996        | 2. marts 2004 | 11. aug. 2005 | 11. dec. 2002 | 9. marts 2008   |
| *Opsend./succ. | 16/14               | 3/3           | 5/5           | 12/11         | 1/1             |

*Pr. 8. april 2008
- GTO: Geostationary Transfer Orbit (580 km x 35.786 km, 7°) – til synkronbanen
- SSO: Sun-Synchronous Orbit (800 km x 800 km, 98,6°) – polære baner
- LEO: Low Earth Orbit (260 km x 260 km, 51,6°) – til ISS

## Flyveprofil
Førstetrinnet EPC antændes ved HO, 7,05 sekunder efter vil styrecomputeren (On Board Computer) antænde begge EAP (kun hvis Vulcain-motoren virker perfekt). Ariane 5 løfter sig fra ELA-3.
Efter to minutter bortkastes de to EAP ved H1. H1 foregår i cirka 70 km højde og hastigheden er 2 km/s. Afstanden til Kourou er ca. 120 km og begge EPA falder i Atlanterhavet.
Et minut efter H1 flækkes Coiffe og bortkastes ved FJ, da de aerodynamiske kræfter er små i den tynde luft.
540 sekunder efter starten bortkastes EPC ved H2. Hastigheden er typisk 6,8 km/s og højden er blot 200 km. H2 foregår ved 40° vestlig længde og resterne af EPC falder ned i Atlanterhavet ved 0-længdegraden vest for Afrika. Ved polære opsendelser sker H2 på 20° nordlig bredde og resterne af EPC falder ned i Ishavet nord for Canada.
Seks sekunder efter H2 antændes andettrinnet (EPS eller ESC). Typisk 25 minutter efter H0 slukkes andettrinnet ved H3. Hastigheden er typisk 9,2 km/s og højden 600 km. H3 foregår over Congo eller ved 72°N ved polære opsendelser. To sekunder efter H3 frigøres satellitten/satellitterne og det sidste brændstof anvendes til at få andettrinnet i en passiv bane der ikke generer nogle satellitter.

## Diverse nyttelaster
Typiske nyttelaster er prosaiske kommunikationssatellitter – de atypiske nyttelaster er:
- Cluster (1996) – fire magnetosfæresatellitter havnede i sumpen.
- XMM-Newton (1999) – røntgenteleskop.
- Envisat (2002) – miljøovervågningssatellit.
- SMART-1 (2003) – månesonde.
- Rosetta (2004) – kometsonde.
- ATV (2008) – Jules Verne forsyningsfartøj til ISS.
- Herschel (2009) – fjerninfrarødt teleskop i L2.
- Planck (2009) – 3K baggrundsstråling i L2.
- James Webb-rumteleskopet (2013) – nærinfrarødt teleskop i L2.
- Darwin (2015) – tre 3m-spejle i interferometri i L2.
- XEUS (2018) – røntgenteleskop.

## ESA-medlemsstater involveret i Ariane 5
Ariane 5 er Frankrigs prestigeprojekt. Frankrig er involveret med over 60% og Ariane 5 er afbildet i franske pas.
 Belgien – SABCA, Techspace Aero.
 Danmark – Christian Rovsing A/S, Alcatel Danmark A/S.
 Frankrig – CNES, EADS France, Astrium S.A., L'Air Liquide S.A., Sextant Avionique.
 Holland – Dutch Space BV.
 Irland
 Italien – Alcatel Italia, Avio.
 Norge – Kongsberg Aerospace AS.
 Schweiz – Oerlikon Space AG.
 Spanien – CASA.
 Sverige – Saab Space AB, Volvo Aero Corporation.
 Tyskland – Astrium GmbH.
 Østrig

## Ariane 5's jomfruflyvning (Vol-89)
Ariane Flight 501 (V-89) d. 4. juni 1996 endte med at raketten blev nødsprængt efter 37 sekunder. Ariane 4 var en yderst pålidelig raket, derfor genbrugte ESA Ariane 4's software til Ariane 5. Imidlertid accelererer Ariane 5 hurtigere end Ariane 4. Det betød at computeren fik et data overflow og gik ned. Uden et styresystem fik luftkrafterne Ariane 5 til at tippe over og kontrolpersonalet på jorden nødsprængte Ariane 5.
Ariane Flight 502 (V-101) d. 30. oktober 1997: Pga. en lidt hurtigere rotation slukkede førstetrinnet 5,8 sekunder for tidligt – centrifugalkræfterne tørlagde brændstofmålerne så autopiloten anså at tanken var tom. Ariane 5's satellitter fik ikke så meget fart på som ønsket men ved at bruge satellitternes eget brændstof kom de dog på plads.

## VEGA Spinoff
Førstetrinnet til ESA's nye VEGA-raket er en kortere udgave af Ariane 5's EAP. Hylsteret er opbygget af kulfiberkompositmateriale frem for EAP's stålrør og styringen af raketdysen er overtaget af elektriske servomotorer – EAP bruger tungere hydrauliske stempler. Disse forbedringer vil sandsynligvis indgå i fremtidige Ariane 5-udgaver.